# Hôtel de ville d'Annecy
L'hôtel de ville d'Annecy est un bâtiment historique, siège de la commune d'Annecy, en France.

## Histoire
Le bâtiment est érigé pendant la première moitié du XIXe siècle, quand Annecy et la Savoie faisaient partie du royaume de Sardaigne.
Les plans de l'hôtel de ville, conçus par François Justin, sont approuvés en 1846, alors que les travaux de construction commencent en 1847 et se terminent en 1851.
Le 14 novembre 2019, le bâtiment est endommagé par un incendie qui dévaste sa toiture. Les travaux de restauration, commencés en 2025, doivent se terminer en 2027.

## Description
Le bâtiment présente un style néoclassique, très employé dans les bâtiments publics du royaume de Sardaigne remontant à l'époque.

## Galerie d'images

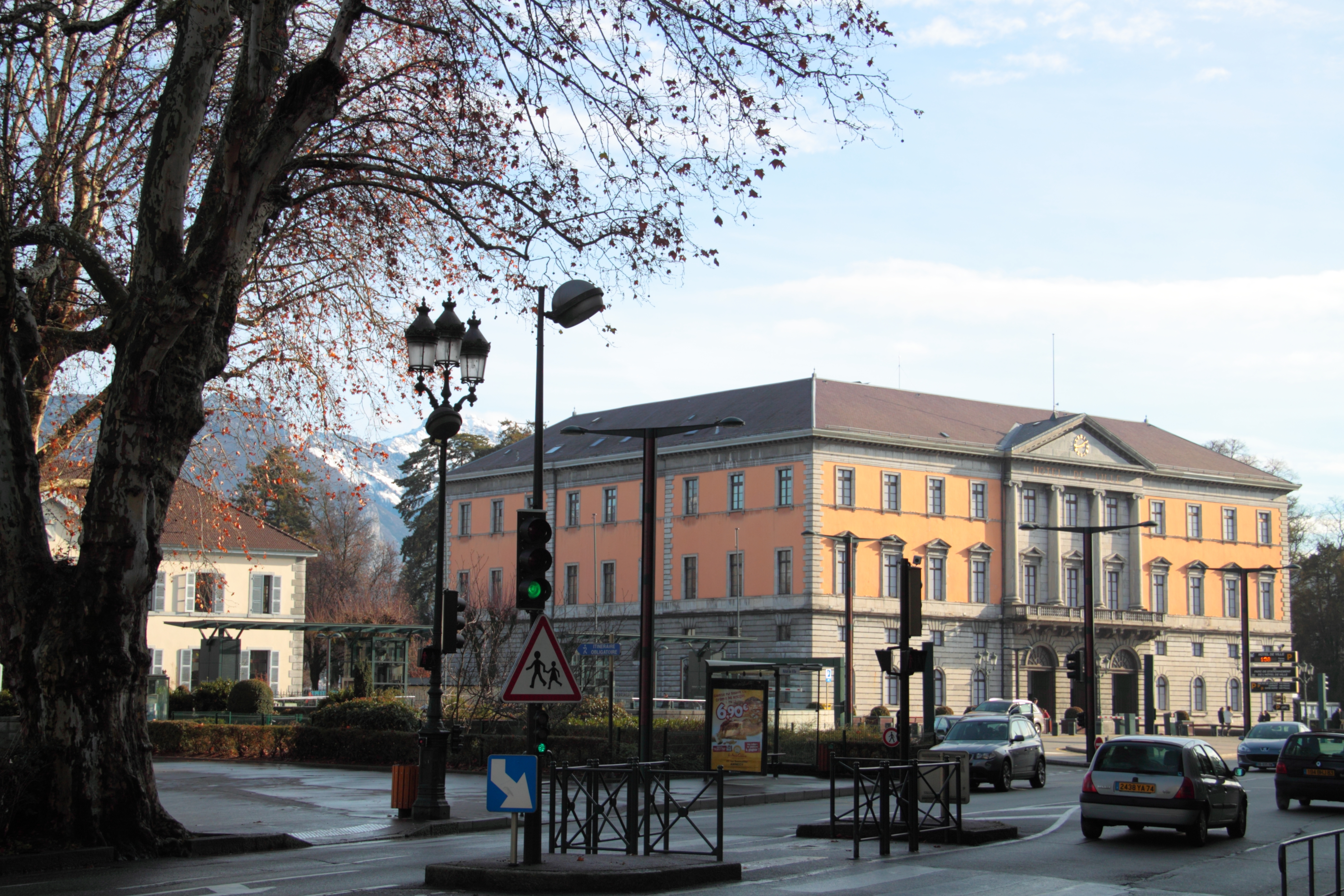
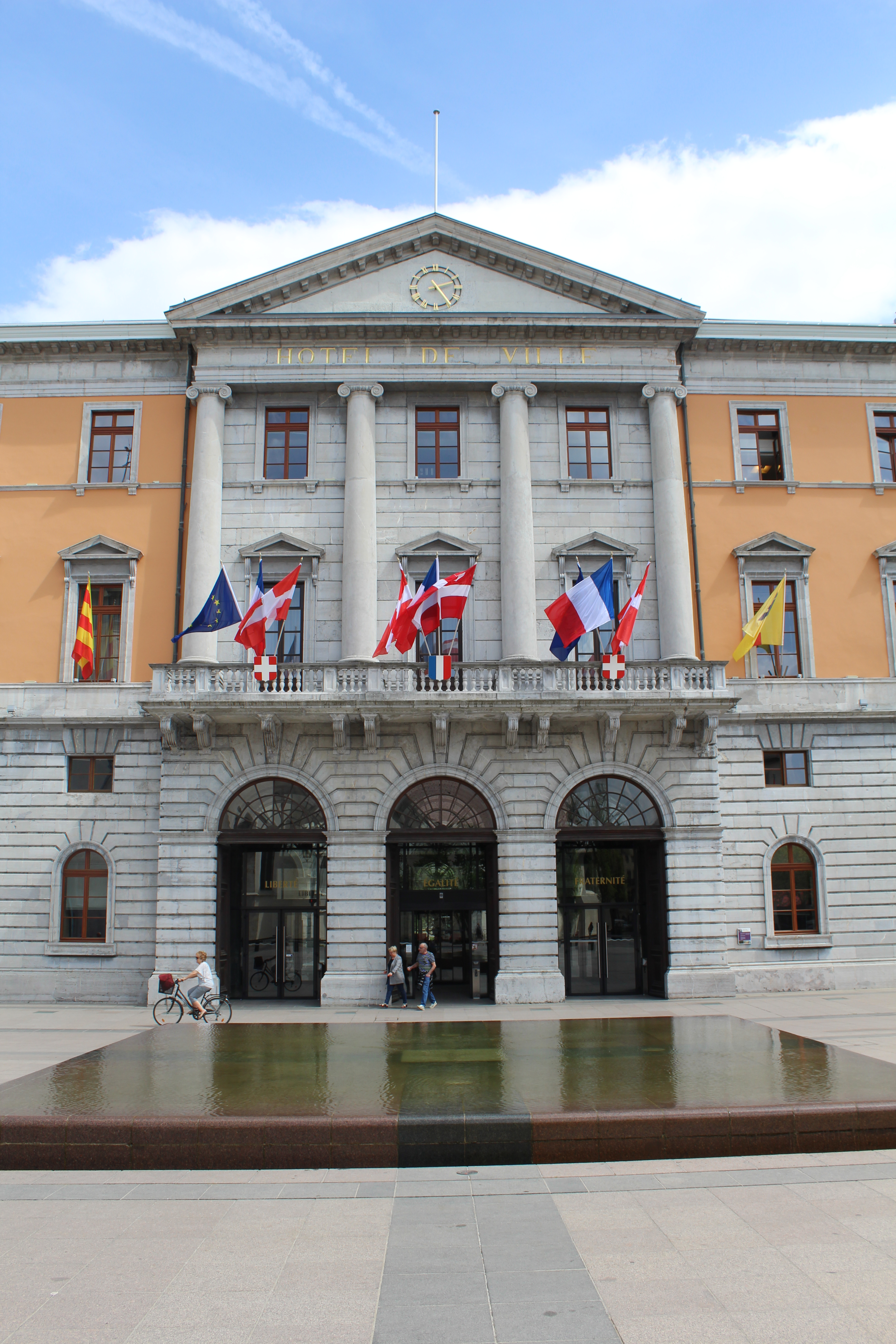
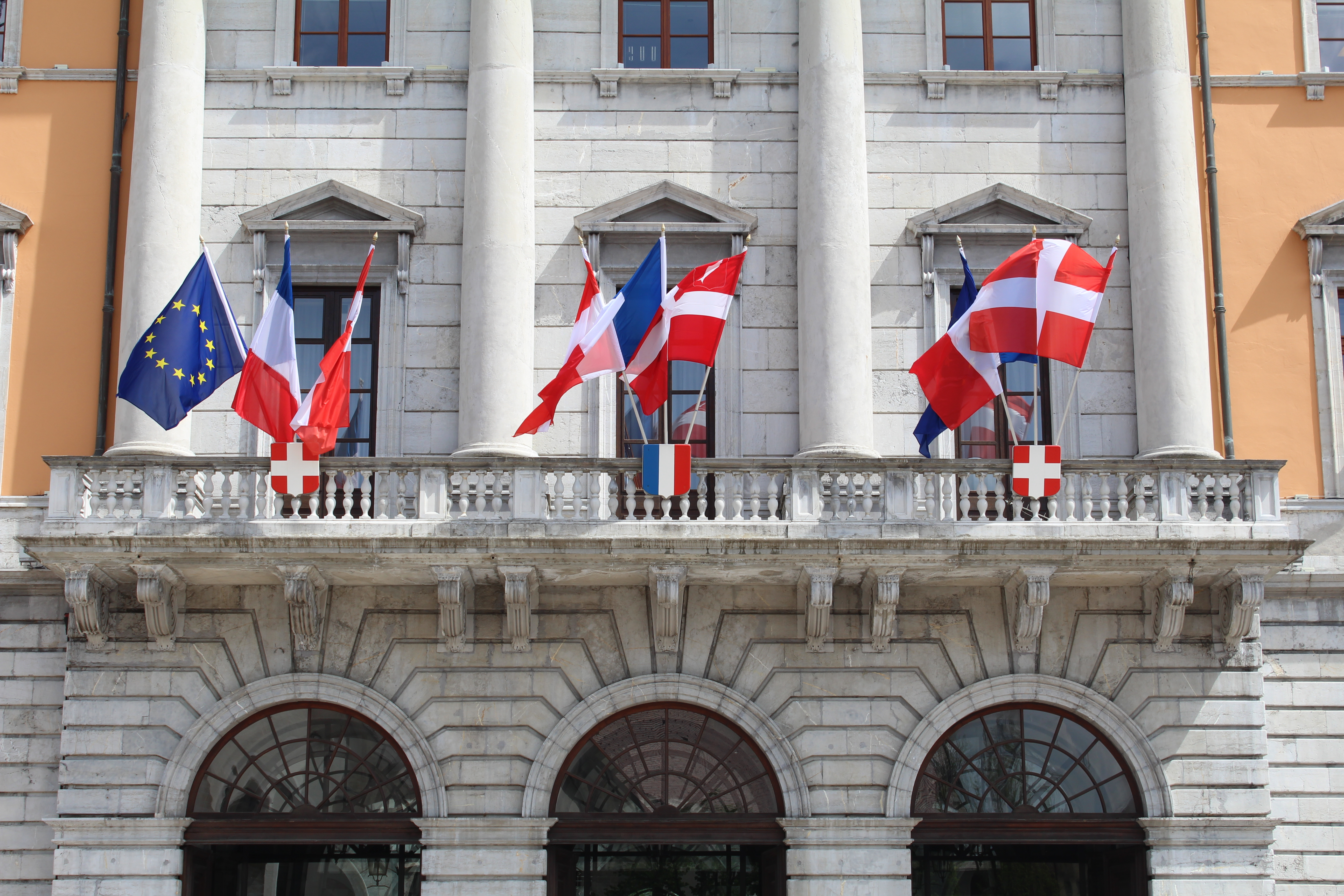